# Вибух на хімічному заводі в Оппау
49°31′04″ пн. ш. 8°25′06″ сх. д. / 49.5178° пн. ш. 8.41833° сх. д.
Вибух на хімічному заводі в Оппау — важка техногенна катастрофа, яка сталася 21 вересня 1921 року на хімічному підприємстві компанії BASF, розташованому поблизу містечка Оппау, області Пфальц, яка входила на той час до складу Баварії (нині входить до складу міста Людвігсхафен-на-Рейні, земля Рейнланд-Пфальц), і спричинила масові жертви і значні руйнування.
Вибух стався на заводі анілінових барвників і добрив, де також випускалися компоненти вибухових речовин і отруйний газ фосген. За кілька місяців до катастрофи на підприємстві вже сталася важка аварія, що спричинила загибель ста осіб: вибухнула ємність, в якій змішували азот з воднем.
Безпосередньою причиною трагедії стала детонація при використанні вибухівки для подрібнення злежаних запасів сульфату і нітрату амонію, складованих в очікуванні сезонного піку продажів сільгоспдобрив в розташованому поруч виробленому глиняному кар'єрі. До цього тривалий час для цих цілей використовувались картонні трубки з чорним порохом, що не викликало детонації. Однак підрядник-підривник вирішив заощадити і застосував для розпушення залежалих солей більш потужну вибухівку — рекарок (суміш бертолетової солі з бензином), яка ініціювала детонацію вибухової суміші. В сховищі, в якому стався вибух, знаходилося 4500 тонн суміші сульфату і нітрату амонію, кількість сульфонітрата амонію що хімічно брав участь у вибуху оцінюють у 10 % від загальної кількості, тобто 450 тонн. Слід зазначити, що для великих вибухів нітрату амонію характерно не повна участь в реакції всієї речовини, яка знаходиться на місці вибуху.

## Наслідки

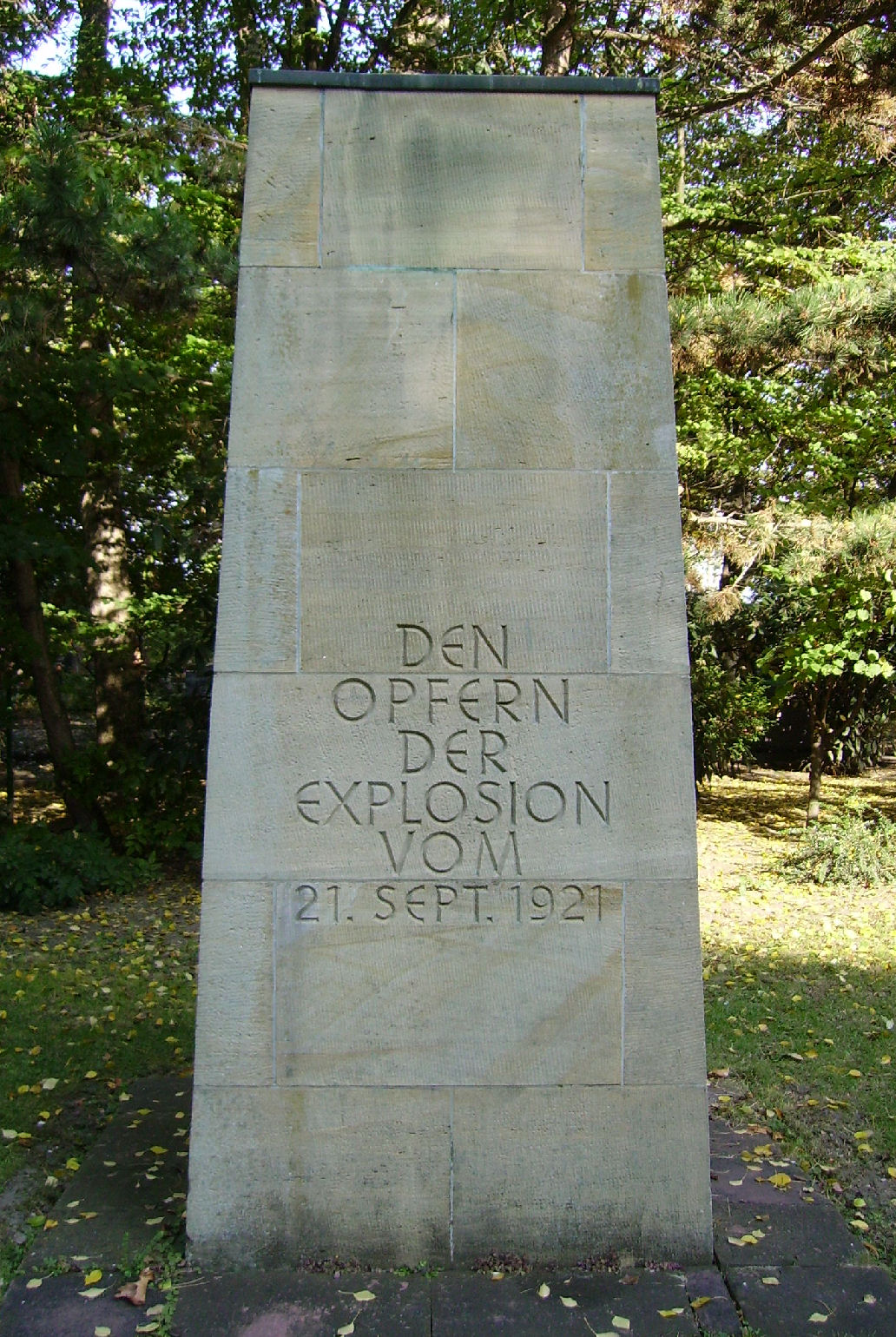
Пам'ятник на кладовищі Оппау

У Оппау з 1000 будівель було зруйновано 800, 7500 чоловік залишилися без даху. В результаті вибуху були зруйновані довколишні села Франкенталь і Едігхайм. Поїзди прилеглих станціях були скинуті з шляхів, а в радіусі 70 км, включаючи міста Людвігсхафен і Мангейм, були вибиті шибки у всіх будівлях, звук вибуху був чутний навіть в розташованому в 300 км Мюнхені. Після вибуху, який залишив воронку розміром 90 на 125 м і глибиною 20 м, почалася сильна пожежа, яка була ліквідована лише через кілька днів. Жертвами катастрофи стала 561 людина, понад півтори тисячі отримали поранення та опіки.
Вибухи за оцінками, мали 1–2 кілотонни в тротиловому еквіваленті. Шкода майну була оцінена The New York Times в 1922 році в 321 мільйон марок, оцінювана в той час, що еквівалентно 7 мільйонам доларів США (оскільки Німеччина зазнала важкої гіперінфляції в 1919—1924 роках, суми та валютні курси були не дуже описовими).
Небачена потужність вибуху через десятиліття викликала чутки про те, що нібито в Оппау вибухнув ядерний заряд, сконструйований «найгеніальнійшими умами Німеччини».
Катастрофа в Оппау слугувала прообразом для опису вибуху хімічного заводу «Анілінової компанії» в Німеччині в романі А. Н. Толстого «Гіперболоїд інженера Гаріна»